# Manifold Destiny
"Manifold Destiny" (tạm dịch: Vận mệnh đa tạp) là một bài viết trên tạp chí The New Yorker của hai tác giả Sylvia Nasar và David Gruber, xuất bản vào số báo ngày 28 tháng 8 năm 2006. Qua nhiều cuộc phỏng vấn với các nhà toán học, nó tường thuật lại một số hoàn cảnh liên quan đến chứng minh của giả thuyết Pointcaré, một trong những thành tựu quan trọng nhất trong nền toán học thế kỷ 20 và 21, và đi theo các nỗ lực của ba nhóm nhà toán học trong việc kiểm tra chứng minh của Grigori Yakovlevich Perelman.
Với tựa đề phụ là "Một bài toán huyền thoại và cuộc chiến giữa những người muốn giải nó", bài viết tập trung vào vở kịch giữa những nhân vật trong câu chuyện, đặc biệt là vai trò mỗi người đã đóng góp vào chứng minh giả thuyết Pointcaré. Xen kẽ trong bài viết là một cuộc phỏng vấn với nhà toán học ẩn dật Grigori Yakovlevich Perelman, người mà các tác giả đã theo dõi và tìm được ở Sankt-Peterburg, Nga, cũng như những cuộc phỏng vấn với nhiều nhà toán học. Bài báo miêu tả sự vỡ mộng của Perelman đối với cộng đồng toán học, dẫn đến việc ông rút khỏi cộng động này.  Bài viết cũng tô vẽ một hình ảnh  xấu cho Khâu Thành Đồng, người được trao Huy chương Fields năm 1982. Khâu đã tranh cãi tính xác thực của bài viết và hăm dọa sẽ kiện The New Yorker vì tội phỉ báng. Tạp chí vẫn bảo đảm tính chính xác của bài viết và đến nay vẫn chưa có kiện cáo nào.
Bài viết đã được tuyển chọn vào quyển The Best American Science Writing 2007 (Những bài viết khoa học Mỹ hay nhất 2007). Sylvia Nasar là người được biết đến qua quyển tiểu sử về John Forbes Nash, A Beautiful Mind. David Gruber là một tiến sĩ tốt nghiệp Khoa Cao học Báo chí của Đại học Columbia, cũng là đồng tác giả (cùng Vincent Pieribone) quyển Aglow in the Dark, được Nhà xuất bản Đại học Harvard xuất bản.

## Tóm tắt
Bài viết bắt đầu vào tối ngày 20 tháng 6 năm 2006, với một đoạn miêu tả Khâu đang diễn thuyết về một bài viết của hai học sinh của ông là Tào Hoài Đông và Chu Hy Bình, ở Bắc Kinh, trong dịp Strings 2006, một hội nghị quốc tế về lý thuyết dây. Bài viết này miêu tả nỗ lực của họ trong việc kiểm tra chứng minh của Perelman. Chu và Tào là một trong ba nhóm đã đảm nhận công việc này.
Kế tiếp, bài viết thuật lại một cuộc phỏng vấn với nhà toán học ẩn dật Grigori Yakovlevich Perelman. Cuộc phỏng vấn đề cập đến Huy chương Fields, cuộc đời của Perelman trước khi chứng minh giả thuyết Pointcaré, công thức chiến lược Richard S. Hamilton khai thác để chứng minh giả thuyết, và giả thích hình học hóa của William Thurston. Quá trình cộng tác lâu dài giữa Khâu và Hamilton, được bắt đầu sau khi Khâu nghe được công trình của Hamilton về dòng Ricci, cũng được đề cập.
Sau đó, bài viết miêu tả mối quan hệ giữa Khâu và nhà toán học quá cố Trần Tỉnh Thân, giáo sư cố vấn cho Khâu khi ông nhận bằng tiến sĩ và người được công nhận là nhà toán học hàng đầu của Trung Quốc, cũng như các hoạt động của Khâu trong cộng đồng toán học Trung Quốc. Theo Nasar và Gruber, "ông ngày càng lo lắng...[rằng] một [nhà toán học] trẻ tuổi hơn sẽ nỗ lực hất cẳng ông trong địa vị là người kế thừa của Trần."
Bằng cách xen kẽ những lời bình luận từ các nhà toán học, hai tác giả đã kể một câu chuyện phức tạp liên quan đến nhiều vấn đề bên lề đề tài giả thuyết Pointcaré nhưng phản ánh các vấn đề chính trì trong lĩnh vực toán học:
- Việc Khâu dính líu vào vụ tranh cãi về chứng minh giả thuyết về đối xứng gương của Alexander Givental.
- Nỗ lực của ông (mà theo ông là không có thật) để đưa Đại hội Toán học Quốc tế năm 2002  đến Hồng Kông thay vì Bắc Kinh, và xích mích giữa ông và cộng đồng toán học Trung Quốc diễn ra sau đó
- Một xung đột năm 2005 khi Khâu cáo buộc học sinh của mình là Điền Cương (một thành viên nhóm khác cũng đang kiểm tra chứng minh của Perelman) đạo văn và nghiên cứu tồi và cũng chỉ trích Đại học Bắc Kinh trong một cuộc phỏng vấn.

Khi bàn luận về giả thuyết Poincaré, Nasar và Gruber cũng đã tiết lộ một cáo buộc mới đối với Khâu mà chưa từng được xuất hiện trên báo chí trước đó:
Vào ngày 13 tháng 4 năm nay, tất cả 31 nhà toán học trong ban biên tập tờ Asian Journal of Mathematics đã nhận một email ngắn từ Khâu và đồng chủ bút của tập san báo tin rằng họ có thời hạn ba ngày để bình luận một bài viết của Chu Hy Bình và Tào Hoài Đông, với tựa đề là "The Hamilton–Perelman Theory of Ricci Flow: The Poincaré and Geometrization Conjectures" ("Thuyết Hamilton–Perelman về dòng Ricci: các giả thuyết Poincaré và hình học hóa") mà Khâu dự định xuất bản trên tờ tập san. Trong email lại không có đính kèm văn bản của bài viết, báo cáo từ các trọng tài, hoặc một tóm tắt. Ít nhất một thành viên trong ban biên tập đã hỏi xem bài viết nhưng được trả lời rằng bài chưa có sẵn.
Hai tác giả cũng báo cáo rằng một tuần sau email tháng 4 này, tựa của bài viết đột nhiên biến thành "A Complete Proof of the Poincaré and Geometrization Conjecture — Application of the Hamilton–Perelman Theory of The Ricci Flow" ("Chứng minh đầy đủ về Giả thuyết Poincaré và hình học hóa  —  Áp dụng thuyết Hamilton–Perelman về dòng Ricci"). Sự kiện này chưa được một nguồn bên ngoài xác nhận, nhưng không một cá nhân nào liên quan đến việc này đã lên tiếng phủ nhận.
Bài viết này là kết quả công trình của Chu và Tào mà Khâu đã đề xướng tại hội nghị ở Bắc Kinh. Bài báo kết thúc bằng cách liên kết hành động của Khâu với việc Perelman từ bỏ cộng đồng toán học, cho rằng Perelman đã nói rằng ông không thấy được "các đóng góp mới nào mà [Tào và Chu] đã thực hiện"; và ông đã cảm thấy thất vọng với chuẩn mực đạo đức của cộng đồng.  Đối với Khâu, Perelman được trích dẫn nói rằng "Tôi không thể nói là minh tức giận.  Có người khác còn làm việc tệ hại hơn.  Dĩ nhiên, có nhiều nhà toán học ít nhiều là chân thật.  Nhưng họ hầu hết đều là người tuân thủ.  Họ ít nhiều là chân thật, nhưng họ chịu đựng được những người không chân thật".
Bài viết kết thúc với một lời nói từ Mikhail Leonidovich Gromov (người mà trước đó trong bài đã so sánh cách tiếp cận đến bài toán của Perelman với Isaac Newton): "Để làm việc vĩ đại, bạn phải có tâm trí trong sạch. Bạn chỉ có thể nghĩ về toán. Mọt thứ khác đều là sự yếu đuối của con người. Nhận những giải thưởng là biểu lộ sự yếu đuối."

## Tranh cãi
Bài viết được kèm theo một tranh biếm họa miêu tả Khâu đang giật chiếc Huy chương Fields đeo trên cổ của Perelman, đã gây nhiều tranh cãi. Nó đã được đề cập nhiều trong nhiều trang blog. Tranh cãi xoay quanh việc chú trọng vào lợi tức của Khâu trong giả thuyết Poincaré, quan điểm rằng Khâu đã giành công từ Perelman, và các miêu tả về những tranh cãi liên quan đến Khâu trong quá khứ.

Ngày 22 tháng 8 năm 2006, Chủ tịch Hội liên hiệp Toán học quốc tế John M. Ball nhắc đến bài báo này và việc bài viết của Tào và Chu được xuất bản vội vàng trong bài phát biểu tại lễ khai mạc Đại hội Toán học Quốc tế.
Toán học là một ngành có chuẩn mực và tính chính trực cao.  Chúng ta tự do bình luận các công trình của người khác, mà không sợ bị ăn cắp, và các nghiên cứu được truyền đạt công khai trước khi được xuất bản chính thức. Các trình tự biên tập công bằng và chính đáng, và các công trình được danh tiếng nhờ giá trị của nó chứ không phải vì nó được thăng tiến bằng cách nào. Đây là những quy tắc mà hầu hết các nhà toán học đã tuân theo.  Các ngoại lệ rất hiếm xảy ra, và chúng sẽ được để ý...
Ngày 18 tháng 9 năm 2006, vài tuần sau khi bài báo xuất bản, luật sư đại diện Khâu đã đưa ra một bức thư cáo buộc tờ The New Yorker và hai tác giả rằng họ đã phỉ báng Khâu. Trong bức thư, luật sư cho rằng hai nhà báo đã bịa đặt những câu nói và cố ý uốn nắn sự việc để kể một câu chuyện mà họ biết là không có thật. Bức thư cũng yêu cầu tạp chí công khai xin lỗi Khâu.  The New Yorker đã chính thức phản bác bức thư.
Hai nhà toán học được phỏng vấn trong bài báo — Stroock và Anderson — đã lên tiếng chống lại tạp chí sau khi bài viết được công bố trên mạng. Ngày 6 tháng 10 năm 2006, trang web của Khâu đã đăng những lời nói được cho là của Stroock và Andersen. Ngày 25 tháng 9 năm 2006, một bức thư từ Richard S. Hamilton được đăng lên trang web đó. Hamilton miêu tả quan điểm cá nhân về lịch sử cách tiếp cận dòng Ricci đối với giả thuyết Poincaré conjecture, cho rằng ông rất bối rối khi Khâu bị bài viết miêu tả một cách bất công trong. Một số nhà toán học khác cũng đã đăng thư ủng hộ Khâu trên trang web của ông.
Ngày 17 tháng 10 năm 2006, một bài viết sơ lược tiểu sử Khâu trên tờ báo New York Times đã dành một nửa nội dung để viết về tranh cãi với Perelman. Bài viết này cho rằng việc Khâu đã đề xướng bài viết của Tào và Chu đã "làm nhiều nhà toán học bực mình, họ cảm thấy rằng Tiến sĩ Khâu đã khinh thường Tiến sĩ Perelman", nhưng cũng đã trình bày quan điểm của Khâu, rằng ông chưa từng nói rằng chứng minh của Perelman có kẽ hở, mà chỉ nói rằng nó "chưa được mọi người hiểu biết được", và ông "có nhiệm vụ đào bới ra sự chính xác của chứng minh". Bài báo trên tờ New York Times cũng ghi nhận rằng người ta đã khám phá rằng một luận điểm thiết yếu của bài của Tào và Chu đã được Bruce Kleiner và John Lott đăng trên mạng từ năm 2003. Việc này đã dẫn đến Tào và Chu thông báo đính chính bài viết trong ấn bản tháng 12 năm 2006 của nguyệt san Asian Journal of Mathematics.
Tạp chí Science đã vinh danh chứng minh của Perelman như "Đột phát của năm" (Breakthrough of the Year), lần đầu tiên lĩnh vực toán học được vinh dự này. Bài viết nhắc đến việc Tào và Chu đã sao chép lại nghiên cứu của Kleiner và Lott và nói rằng Tào và Chu đã "phải miễn cưỡng in bản đính chính để công nhận công lao đi trước của Kleiner và Lott". Bài viết cũng đã trích dẫn phát biểu của Khâu tán dương giả thuyết Poincaré, cũng như đề cập đến xích mích giữa các nhà toán học sau vụ này, khi Hội toán học Hoa Kỳ cố gắng tụ tập một nhóm chuyên gia về các giả thuyết Poincaré và hình học hóa tại phiên họp tháng 1 năm 2007 tại New Orleans, Louisiana. Tuy nhiên, nỗ lực này của nhà tổ chức John Ewing đã thất bại khi Lott không chịu ngồi chung trên sân khấu với Chu.
Đài Phát thanh Công cộng Quốc gia (NPR) đã tường thuật về giả thuyết Poincaré và vụ tranh cãi xoay quanh bài viết trên tờ The New Yorker. David Kestenbaum, một cựu sinh viên cao học môn lý tại Harvard, là phóng viên tường thuật. Trong phỏng vấn với ông, Khâu đã miêu tả công trình của Perelman là "thật sự nguyên gốc và thiên tài", và cho rằng bài viết trên tờ The New Yorker là không chính xác, đồng thời phủ nhận đã từng phát biểu về việc chia sẻ công lao tại một cuộc họp báo mà tạp chí đã nêu ra.  Tuy nhiên, ông không trực tiếp trả lời rằng ông có từng có phát biểu đó không. "NPR đã dịch ra một đoạn âm thanh mà Khâu đã cung cấp" và phân tích của NPR đồng ý với tuyên bố của Khâu. Theo bài tường thuật thì Sylvia Nasar đã nhiều lần từ chối trả lời phỏng vấn của NPR.
Trong một bức thư công bố tháng 1 năm 2007 trong tập san Notices of the American Mathematical Society của Hội toán học Hoa Kỳ đề cập đến bài viết trên tờ New Yorker article, nhà toán học Joan Birman cho rằng ngành toán học đã lãnh "một vết đen rất công khai và rất xấu xa" trong các hoàn cảnh liên quan đến việc xuất bản bài viết của Tào và Chu trên tập san Asian Journal of Mathematics. Bà miêu tả rằng bài viết đã đưa ra "một khẳng định nghiêm trọng" về các kẽ hở trong chứng minh của Perelman và việc Tào và Chu đã bồi đắp and their filling by Cao and Zhu, bà đặt câu hỏi tại sao ban biên tập tờ AJM đã chịu xuất bản một bài viết bởi những tác giả có "quan hệ mật thiết" với tổng biên tập, mà không theo trình tự tra cứu mà lại chỉ qua thông báo chỉ vài ngày trước khi xuất bản, chưa xem qua nội dung, bản tóm tắt, hay các báo cáo của các trọng tài độc lập.

## Đính chính bài viết của Tào và Chu
Sau khi nét tương đồng với luận điểm của Kleiner và Lott được nêu ra, Tào và Chu đã đưa ra một bản đính chính trong ấn bản tháng 11 năm 2006 của tờ Asian Journal of Mathematics, xác nhận rằng nội dung này là của Kleiner và Lott, cho rằng họ chưa được ghi công là do một thiếu sót, và xin lỗi về việc không ghi công luận điểm được sao chép lại này. Trong ấn bàn này, ban biên tập của tờ AJM cũng lên tiếng xin lỗi về "các bất cẩn" trong bài viết của Tào và Chu.
Ngày 3 tháng 12 năm 2006, Tào và Chu đã rút lại phiên bản gốc của bài viết của mình, với tựa đề "A Complete Proof of the Poincaré and Geometrization Conjectures — Application of the Hamilton–Perelman Theory of the Ricci Flow" và đăng lại một phiên bản đã được sửa đổi, với tựa đề khiêm tốn hơn là "Hamilton–Perelman's Proof of the Poincaré Conjecture and the Geometrization Conjecture". Thay vì tuyên bố như ban đầu là "chúng tôi đưa ra một chứng minh đầy đủ" với ngụ ý rằng họ là tác giả của chứng minh này, bản tóm tắt sửa đổi ghi "chúng tôi trình bày chi tiết một chứng minh đầy đủ". Các tác giả cũng đã loại bỏ đoạn "thành tựu đỉnh cao" ra khỏi đoạn tóm tắt.